# 1888 na televisão

## Nascimentos
| Data           | Nome              | Profissão                | Nacionalidade                          | Observações | Ref   |
| -------------- | ----------------- | ------------------------ | -------------------------------------- | ----------- | ----- |
| 8 de fevereiro | Edith Evans       | atriz                    | Reino Unido                            | m. 1976     | [ 1 ] |
| 30 de março    | Anna Q. Nilsson   | atriz                    | Estados Unidos · Suécia (nasc.)        | m. 1974     | [ 2 ] |
| 29 de julho    | Vladimir Zworykin | inventor e engenheiro    | Estados Unidos · Império Russo (nasc.) | m. 1982     | [ 3 ] |
| 12 de setembro | Maurice Chevalier | ator, cantor e humorista | França                                 | m. 1972     | [ 4 ] |
| 3 de outubro   | Claud Allister    | ator                     | Reino Unido                            | m. 1970     | [ 5 ] |

## Mortes
| Data | Nome | Profissão | Nacionalidade | Observações | Ref |
| ---- | ---- | --------- | ------------- | ----------- | --- |